# Mount Kennedy, Yukon
Mount Kennedy är ett berg i Kanada. Det ligger i Kluanes nationalpark i Yukon, i den västra delen av landet. Toppen på Mount Kennedy är 4 300 meter över havet.
Den högsta punkten i närheten är Mount Hubbard, 4 557 meter över havet, 5,7 km väster om Mount Kennedy. Det finns inga samhällen i närheten.
Trakten runt Mount Kennedy är permanent täckt av is och snö.